# Сент-Вінсент і Гренадини на літніх Олімпійських іграх 2016
Сент-Вінсент і Гренадини на літніх Олімпійських іграх 2016 був представлений 4 спортсменами в 2 видах спорту. Жодної медалі олімпійці Сент-Вінсент і Гренадин не завоювали.

## Спортсмени
| Дисципліна     | Чоловіки | Жінки | Разом |
| -------------- | -------- | ----- | ----- |
| Легка атлетика | 1        | 1     | 2     |
| Плавання       | 1        | 1     | 2     |
| Разом          | 2        | 2     | 4     |

## Легка атлетика
Легенда
- Note – для трекових дисциплін місце вказане лише для забігу, в якому взяв участь спортсмен
- Q = пройшов у наступне коло напряму
- q = пройшов у наступне коло за добором (для трекових дисциплін - найшвидші часи серед тих, хто не пройшов напряму; для технічних дисциплін - увійшов до визначеної кількості фіналістів за місцем якщо напряму пройшло менше спортсменів, ніж визначена кількість)
- NR = Національний рекорд
- N/A = Коло відсутнє у цій дисципліні
- Bye = спортсменові не потрібно змагатися у цьому колі

Трекові і шосейні дисципліни
| Спортсмен                | Дисципліна                   | Попередній забіг | Попередній забіг | Півфінал         | Півфінал         | Фінал            | Фінал            |
| Спортсмен                | Дисципліна                   | Результат        | Місце            | Результат        | Місце            | Результат        | Місце            |
| ------------------------ | ---------------------------- | ---------------- | ---------------- | ---------------- | ---------------- | ---------------- | ---------------- |
| Брендон Валентайн-Перріс | біг на 400 метрів (чоловіки) | 47.62            | 7                | Завершив виступ  | Завершив виступ  | Завершив виступ  | Завершив виступ  |
| Кінеке Александер        | біг на 400 метрів (жінки)    | 52.45            | 7                | Завершила виступ | Завершила виступ | Завершила виступ | Завершила виступ |

## Плавання
| Спортсмен          | Дисципліна                          | Попередній заплив | Попередній заплив | Півфінал         | Півфінал         | Фінал            | Фінал            |
| Спортсмен          | Дисципліна                          | Час               | Місце             | Час              | Місце            | Час              | Місце            |
| ------------------ | ----------------------------------- | ----------------- | ----------------- | ---------------- | ---------------- | ---------------- | ---------------- |
| Ніколас Сільвестер | 50 метрів вільним стилем (чоловіки) | 25.64             | 61                | Завершив виступ  | Завершив виступ  | Завершив виступ  | Завершив виступ  |
| Іззі Шне Джоахім   | 100 метрів брасом (жінки)           | 1:17.37           | 38                | Завершила виступ | Завершила виступ | Завершила виступ | Завершила виступ |